# Sebastiano Sanguinetti
Sebastiano Sanguinetti (Lula, 29 marzo 1945) è un vescovo cattolico italiano, dall'11 luglio 2023 vescovo emerito di Tempio-Ampurias.

## Biografia
Nasce a Lula, in provincia e diocesi di Nuoro, il 29 marzo 1945.

### Formazione e ministero sacerdotale
Compie gli studi medi ginnasiali e liceali nel seminario vescovile di Nuoro e quelli teologici presso il seminario regionale di Cuglieri, conseguendo la licenza in sacra teologia.
Il 2 agosto 1970 è ordinato presbitero, nel santuario di San Francesco a Lula, dal vescovo Giuseppe Melas.
Dopo l'ordinazione diventa, per un anno, assistente nel seminario diocesano. Dal 1971 è vicario parrocchiale a Orgosolo, dove rimane fino al 1984, quando è trasferito come parroco alla parrocchia di San Giovanni Battista di Orotelli.
Nel 1987 è nominato vice assistente centrale del settore adulti dell'Azione Cattolica a Roma mentre dal 1989 è anche assistente regionale per la Sardegna dell'Azione Cattolica. Dal 1991 al 1997 è assistente nazionale del movimento di impegno educativo di Azione Cattolica (MIEAC).
Nel dicembre 1991 ritorna in diocesi di Nuoro, dove diventa parroco di Orgosolo. Dal settembre del 1995 è direttore responsabile del settimanale diocesano di Nuoro "L'Ortobene".

### Ministero episcopale
Il 27 marzo 1997 papa Giovanni Paolo II lo nomina vescovo di Ozieri; succede a Giovanni Pisanu, dimessosi per raggiunti limiti di età. Il 17 maggio successivo riceve l'ordinazione episcopale, nell'anfiteatro comunale a Nuoro, dal cardinale Eduardo Francisco Pironio, co-consacranti l'arcivescovo Ottorino Pietro Alberti e il vescovo Pietro Meloni. L'8 giugno prende possesso della diocesi.
Il 22 aprile 2006 papa Benedetto XVI lo nomina vescovo di Tempio-Ampurias; succede a Paolo Atzei, precedentemente nominato arcivescovo metropolita di Sassari. L'11 giugno prende possesso della diocesi. Rimane amministratore apostolico di Ozieri fino all'ingresso del successore Sergio Pintor, avvenuto l'8 dicembre seguente.
Il 3 settembre 2012 è eletto segretario della Conferenza episcopale sarda; ricopre questo ruolo fino al 9 giugno 2020.
Il 10 dicembre 2012 è nominato amministratore apostolico ad nutum Sanctae Sedis della diocesi di Ozieri dopo la rinuncia per raggiunti limiti di età di Sergio Pintor. Mantiene l'incarico fino al 13 settembre 2015, giorno dell'ingresso del nuovo vescovo Corrado Melis.
Si distingue per le sue coraggiose battaglie per la difesa del lavoro e la lotta al malessere delle zone interne e depresse della Sardegna. Opera il grande riordino pastorale della città di Olbia creandovi quattro nuove parrocchie. Fine diplomatico nei rapporti cordiali con tutte le istituzioni, instaura con il clero un dialogo approfondito compiendo numerosi avvicendamenti.
Nel giugno 2016 è nominato cittadino onorario della città di Tempio Pausania.
L'11 luglio 2023 papa Francesco accoglie la sua rinuncia, presentata per raggiunti limiti d'età, al governo pastorale della diocesi di Tempio-Ampurias; gli succede Roberto Fornaciari, fino ad allora priore del monastero di Camaldoli. Rimane amministratore apostolico della diocesi fino all'ingresso del successore, avvenuto il 17 settembre successivo.

## Genealogia episcopale e successione apostolica
La genealogia episcopale è:
- Cardinale Scipione Rebiba
- Cardinale Giulio Antonio Santori
- Cardinale Girolamo Bernerio, O.P.
- Arcivescovo Galeazzo Sanvitale
- Cardinale Ludovico Ludovisi
- Cardinale Luigi Caetani
- Cardinale Ulderico Carpegna
- Cardinale Paluzzo Paluzzi Altieri degli Albertoni
- Papa Benedetto XIII
- Papa Benedetto XIV
- Papa Clemente XIII
- Cardinale Bernardino Giraud
- Cardinale Alessandro Mattei
- Cardinale Pietro Francesco Galleffi
- Cardinale Giacomo Filippo Fransoni
- Cardinale Carlo Sacconi
- Cardinale Edward Henry Howard
- Cardinale Mariano Rampolla del Tindaro
- Cardinale Antonio Vico
- Arcivescovo Filippo Cortesi
- Arcivescovo Zenobio Lorenzo Guilland
- Arcivescovo Antonio José Plaza
- Cardinale Eduardo Francisco Pironio
- Vescovo Sebastiano Sanguinetti

La successione apostolica è:
- Arcivescovo Gian Franco Saba (2017)